# 伊崎龍次郎
伊崎 龍次郎（いざき りゅうじろう、1994年1月17日 - ）は、日本の俳優。大阪府出身。キャストコーポレーション所属。

## 略歴
ワタナベエンターテイメントカレッジ 第9期卒業生。
ストレイト・エンタテイメントに所属していたが、2018年4月にキャストコーポレーションに移籍した。

## 人物
- 趣味は、映画鑑賞・ダンス。中型二輪免許を取得している。[1]
- 小学5年生から高校1年生までサッカー部に所属していた[2]。当時のポジションは、AMF（アタッキングミッドフィルダー）[3]。
- 過去にしていたアルバイトは、新聞屋、ラーメン屋、寿司屋[2]。
- 甘党である[4]。ビアードパパのシュークリームと、松竹堂のフル－ツ餅が好き[5]。フルーツ全般が好き[2]。
- 特にいちごが好き。最後まで甘さを堪能するためにいちごはへた部分から食べるというこだわりを持つ一面もある。
- 好きな色は青。[6]
- 1歳年上の姉がいる[7]。
- 尊敬している俳優は、ヒース・レジャーとアル・パチーノ。[8]

## 出演

### ドラマ
- 松本清張没後20年特別企画・疑惑（2012年11月9日、フジテレビ）
- ドクターX〜外科医・大門未知子〜（2012年12月、テレビ朝日）
- カラマーゾフの兄弟（2013年1月、フジテレビ）
- お父さんは高校生（2014年3月16日、NHK BSプレミアム） - 田中彰 役
- イタズラなKiss 〜Love in Tokyo〜（2014年4月、フジテレビTWO）

### 舞台
- 道頓堀ものがたり（2003年、博多座・御園座）
- Air Studio企画公演『君死にたまふことなかれ』（2014年7月3日 - 7日、AQUAstudio） - B班[9]
- 熱海殺人事件-売春捜査官-（2014年8月5日 - 10日、劇場MOMO） - 李大全 役（Wキャスト）
- トウキョウ演劇倶楽部プロデュース公演Vol.7『ブラックジャックによろしく〜がん患者編〜』（2014年9月3日 - 8日、六行会ホール）[10]
- ミュージカル『テニスの王子様』 3rdシーズン - 神尾アキラ 役[11]
  - 青学vs不動峰（2015年2月28日 - 5月17日、日本青年館 他）[12]
  - Team Live FUDOMINE（2015年7月29日 - 8月1日、AiiA 2.5 Theater Tokyo / 8月8日 - 9日、京都劇場）[13]
  - 青学vs聖ルドルフ（2015年9月5日 - 11月3日、TOKYO DOME CITY HALL 他）[14]
  - コンサート Dream Live 2016（2016年5月13日 - 15日、オリックス劇場 / 5月20日 - 22日、パシフィコ横浜 国立大ホール）[15]
  - 秋の大運動会 2019（2019年10月8日 - 9日、横浜アリーナ）[16]
  - Thank-you Festival 2020（2020年2月26日、カルッツかわさき ホール）※本人として登壇[17][18]
- スーパーダンガンロンパ2 THE STAGE 〜さよなら絶望学園〜（2015年12月3日 - 13日、Zeppブルーシアター六本木） - 九頭龍冬彦 役[19]
- コミックジャック―RETURN2016―（2016年1月20日 - 27日、紀伊國屋サザンシアター） - ジン 役[20]
- ミュージカル『Dance with Devils』（2016年3月3日 - 13日、AiiA 2.5 Theater Tokyo） - ホランド 役[21]
- 浪漫活劇譚『艶漢』（2016年3月30日 - 4月3日、シアターサンモール） - 瓜生夏月 役[22]
  - 歌謡倶楽部『艶漢』（2016年8月20日、サンシャイン劇場） - 瓜生夏月 役（回替わりゲスト）[23]
- 本格文學朗読演劇 極上文學 第10弾『春琴抄』（2016年6月16日 - 19日、全労済ホール/スペース・ゼロ / 6月25日・26日、大阪ビジネスパーク 円形ホール） - 春琴 役[24][25]
- ウィリアム・シェイクスピア『夏の夜の夢』（2016年7月14日 - 18日、東京・カメリアホール） - パック 役[26][27]
- もののふシリーズ『瞑るおおかみ黒き鴨』（2016年9月1日 - 11日、天王洲 銀河劇場 / 9月19日・20日、森ノ宮ピロティホール / 9月22日、北九州芸術劇場 大ホール） - 別府晋介 役[28]
- サラ・ベルナール〜命が命を生む時〜（2016年10月6日、兵庫県立芸術文化センター 阪急中ホール / 10月12日 - 14日、シアター1010） - 画家・クレラン 役[29]
- プリンス・オブ・ストライド THE LIVE STAGE - 主演・八神陸 役[30]
  - エピソード1（2016年12月9日 - 14日、シアター1010 / 12月23日 - 25日、森ノ宮ピロティホール）[31]
  - エピソード2（2017年4月22日 - 30日、シアター1010 / 5月5日 - 7日、森ノ宮ピロティホール）[32]
  - エピソード3（2017年6月17日 - 25日、シアター1010 / 6月30日 - 7月2日、森ノ宮ピロティホール）[33]
  - エピソード4（2017年8月14日 - 20日、シアター1010 / 8月25日 - 27日、豊中市立文化芸術センター）[34]
  - FAN MEETING 2017 -MEMORY OF SUMMER-（2017年9月30日・10月1日、シアター1010）[35]
  - エピソード5（2018年5月31日 - 6月4日、シアター1010 / 6月15日 - 17日、森ノ宮ピロティホール）[36]
- ハンサム落語
  - 第九幕（2017年10月13日 - 15日・17日・18日、シアターサンモール）[37]
  - 第十幕（2018年11月8日 - 9日・12日、CBGKシブゲキ!! / 11月17日・18日、シアター朝日）[38]
- 2.5 Escape Stage「甲鉄城のカバネリ」（2017年1月6日 - 12日、シアター1010） - 生駒 役[39]
- TOU JYUKAI-DEN（2017年1月29日 - 2月7日、全労済ホール/スペース・ゼロ / 2月18日・19日、近鉄アート館） - 碧 役[40][41]
- RICE on STAGE「ラブ米」 - 紫楊貴 役
  - 〜Endless rice riot〜（2017年11月17日 - 26日、品川プリンスホテル クラブeX）[42]
  - スペシャルイベントお米のつどい（2018年1月30日、アニメイト池袋本店）[43]
  - Festival in バレンタイン（2018年2月14日 - 17日、品川プリンスホテル クラブeX）[44]
- ピッッツァ☆（2017年12月22日 - 30日、シアターサンモール）[45]
- クジラの子らは砂上に歌う（2018年1月25日 - 28日、AiiA 2.5 Theater Tokyo / 2月2日 - 4日、サンケイホールブリーゼ） - リョダリ 役[46]
- Inner World Evolution〜内世界の進化2（2018年5月2日 - 6日、三越劇場 / 5月10日 - 12日、JMSアステールプラザ 中ホール）[47]
- おん・すてーじ『真夜中の弥次さん喜多さん』三重（2018年6月24日、東京ドームシティ シアターGロッソ） - 日替わりゲスト[48]
- 野球 飛行機雲のホームラン（2018年7月27日 - 8月5日、サンシャイン劇場 / 8月25日 - 26日、梅田芸術劇場 シアター・ドラマシティ） - 佐々木新 役[49][50]
- 若様組まいる〜若様とロマン〜（2018年10月6日 - 21日、三越劇場） - 小沼武一 役 [51][52]
- MANKAI STAGE『A3!』 - 飛鳥晴翔 役[53]
  - 〜AUTUMN & WINTER 2019〜（2019年1月31日 - 3月24日、日本青年館ホール 他）[53]
  - 〜SUMMER 2019〜（2019年8月8日 - 9月29日、品川プリンスホテル ステラボール 他）[54]
  - 〜Four Seasons LIVE 2020〜（2020年9月17日 - 20日、東京ガーデンシアター）[55][56]
  - ACT2! 〜WINTER 2023〜（2023年1月21日 - 2月26日、立川ステージガーデン 他）[57]
  - ACT2! 〜WINTER 2024〜（2024年4月9日 - 5月12日、TOKYO DOME CITY HALL 他）[58]
  - 〜Four Seasons LIVE 2024〜（2024年10月31日 - 11月4日、東京ガーデンシアター）[59]
  - ACT3! 2025（2025年3月22日 - 5月10日、KAAT神奈川芸術劇場 ホール）[60]
- 西遊記〜千変万化〜（2019年4月25日 - 5月5日、俳優座劇場）那托役[61][62]
- 演劇集団Z-Lion「a Novel 文書く show」（2019年5月29日 - 6月2日、俳優座劇場 / 6月4日・5日、東別院ホール / 6月7日 - 9日、ABCホール）[63]
- 音楽劇『ロード・エルメロイII世の事件簿 -case.剥離城アドラ-』（2019年12月15日 - 2020年1月19日、千葉 / 東京 / 大阪 / 福岡 / 東京） - スヴィン・グラシュエート 役[64]
- 舞台『刀剣乱舞』 - 獅子王 役
  - 科白劇 舞台 『刀剣乱舞/灯』 綺伝 いくさ世の徒花 改変 いくさ世の徒花の記憶（2020年7月16日 - 8月2日、品川プリンスホテル ステラボール / 8月4日 - 9日、日本青年館ホール）[65]
  - 舞台『刀剣乱舞』綺伝 いくさ世の徒花（2022年3月19日 - 4月3日、明治座 / 4月22日 - 24日、福岡サンパレス ホテル＆ホール / 4月30日 - 5月15日、新歌舞伎座）[66]
  - 舞台『刀剣乱舞』七周年感謝祭 -夢語刀宴會- （2023年8月4日 - 6日、幕張メッセ 幕張イベントホール）
- 朗読劇「やがて君になる 佐伯沙弥香について」（2020年10月29日 - 11月8日、品川プリンスホテル クラブeX） - 槙聖司 役[67][68]
- DisGOONie Presents Vol.9 舞台「GHOST WRITER」（2021年1月22日 - 24日、COOL JAPAN PARK OSAKA WWホール / 1月29日 - 2月7日、EX THEATER ROPPONGI）[69]
- 舞台『双牙〜ソウガ〜』新炎（2021年3月5日 - 14日、シアター1010） - ツムギ 役[70]
- 舞台「Another lenz」（2021年5月15日 - 23日、新宿FACE） - 前田 役[71][72]
- ミラクル☆ステージ『サンリオ男子』 - 藤田潤 役
  - 〜KAWAII Evolution〜（2021年7月15日 ‐ 25日、品川プリンスホテル クラブeX / 7月30日 ‐ 8月1日、京都劇場） [73]
  - 〜KIRAKIRA KANSAI PARADE #世界クロミ化計画〜（2023年3月24日 - 4月2日、AiiA 2.5 Theater Kobe / 4月14日 - 16日、品川プリンスホテル クラブeX）[74]
- 舞台「Collar×Malice」 - 笹塚尊 役
  - 舞台「Collar×Malice -榎本峰雄編＆笹塚尊編-」（2021年9月9日 - 14日、こくみん共済 coop ホール/スペース・ゼロ） [75]
  - 舞台「Collar×Malice -白石景之編-」（2022年12月22日 - 28日、こくみん共済 coop ホール/スペース・ゼロ）[76]
  - 舞台「Collar×Malice -柳愛時編-」（2023年5月14日 - 21日、こくみん共済 coop ホール/スペース・ゼロ）[77]
  - 舞台『Collar×Malice -deep cover-』（2024年8月11日 - 19日、こくみん共済 coop ホール / スペース・ゼロ）[78]
- 舞台「文豪ストレイドッグス 」 - 白瀬 役
  - 舞台「文豪ストレイドッグス 太宰、中也、十五歳」（2021年10月5日 - 12日、よみうり大手町ホール / 10月16日・17日、COOL JAPAN PARK OSAKA WWホール / 10月21日 - 24日、シアター1010）
  - 舞台「文豪ストレイドッグス STORM BRINGER」（2022年6月24日 - 27日、日本青年館ホール / 7月2日・3日、東大阪市文化創造館 Dream House 大ホール）
- 演劇の毛利さん-The Entertainment Theater Vol.1「天使は桜に舞い降りて」（2022年1月6日 - 16日、サンシャイン劇場 / 1月22日・23日、名古屋市公会堂 大ホール / 1月28日 - 30日、梅田芸術劇場 シアター・ドラマシティ）[79]
- 舞台『佐々木と宮野』（2022年7月23日 - 31日、シアター1010） - 田代権三郎 役[80]
- 演劇版『稲川怪談』（2022年9月27日 - 10月2日、シアターミクサ）
- 舞台『新選組始末記』（2022年11月11日 - 20日、ヒューリックホール東京） - 斎藤一 役[81]
- ミュージカル『青春-AOHARU-鉄道』5〜鉄路にラブソングを〜（2023年6月15日 - 25日、天王洲 銀河劇場 / 6月30日 - 7月2日、AiiA 2.5 Theater Kobe） - 総武線（総武本線） 役[82]
  - ミュージカル『青春-AOHARU-鉄道』コンサート Rails Live 2025（2025年11月22日 - 24日〈予定〉、TACHIKAWA STAGE GARDEN）[83]
- 朗読劇「あの空を。」（2023年7月28日、I'M A SHOW）[84]
- The Dawn of The Ragnarøk〜異聞・北欧神話〜（2023年9月16日 - 24日、シアターサンモール） - ヘル 役[85]
- 神戸セーラーボーイズ 定期公演 vol.1『ロミオとジュリアス』『Water me! 〜我らが水を求めて〜』（2023年11月23日、AiiA 2.5 Theater Kobe）[86]
- 舞台『ブルーロック』2nd STAGE（2024年1月18日 - 21日、京都劇場 / 1月25日 - 31日、ヒューリックホール東京） - 成早朝日 役[87]
- Butlers' 歌劇『悪魔執事と黒い猫』〜薔薇薫る舞踏会編〜（2024年6月7日 - 16日、IMM THEATER） - ラト・バッカ 役[88]
- 狂音文奏楽『文豪メランコリー:Re』（2024年6月26日 - 28日、博品館劇場） - 坂口安吾 役[89][90]
- 役替わり朗読劇『5years after』-ver.12-（2024年9月1日 - 3日、新国立劇場 小劇場）[91]
- Casual Meets Shakespeare『MACBETH SC』（2024年9月26日 - 10月6日、新宿村LIVE）[92]
- コメディ朗読劇CONTELLING『とりあえずウーロン茶』（俳優編）（2024年12月20日、よみうり大手町ホール）[93]
- 笑いの実践集団 第3回公演 リーディングアクト『夏と夜と夢』（2025年1月14日 - 19日、シアター・アルファ東京）[94]
- DisGOONie Presents Vol.15 舞台『恋ひ付喪神ひら』（2025年6月6日 - 15日、シアターH） - 古田織部 役[95]
- 激情バニッシュ演劇『咎狗の血』（2025年8月、新宿FACE） - リン 役[96]
- 舞台『忘却バッテリー』（2025年10月10日 - 19日〈予定〉、天王洲 銀河劇場 / 10月25日・26日〈予定〉、COOL JAPAN PARK OSAKA WWホール） - 土屋和季 役[97]

### 映画
- MANKAI MOVIE『A3!』〜SPRING & SUMMER〜（2021年12月3日公開） - 飛鳥晴翔 役[98]
- MANKAI MOVIE『A3!』〜AUTUMN & WINTER〜（2022年3月4日公開） - 飛鳥晴翔 役

- 舞倒れ（2024年春公開） - 和木 役[99]

### CM
- コイズミ学習机（1999年）
- 小林製薬「ライゾール」（2000年）
- 東京ディズニーリゾート（2014年）
- JRA「あなたの競馬が走り出す。〜GI編〜」（2016年3月 - ）

### イベント
- 伊崎龍次郎BirthdayEvent（2016年1月31日、浜離宮朝日ホール）
- 「Freedom Event Vol.2」（2016年10月15日、ヤクルトホール）
- RYU's HOME会員限定イベント（2016年10月29日、東京都内）
  - RYU's HOME会員限定イベント（2017年10月29日、東京都内）
  - RYU's HOME会員限定イベント（2018年3月17日、ガルバホール）
- 「まちゃじろうとバレンタイン！〜龍次郎のバースデイも祝っちゃおう」（2017年2月11日、スペースFS汐留）
- 伊崎龍次郎1st写真集 発売記念イベント（2017年3月11日、南港サンセットホール/3月12日、発明会館）
- 「キャスト祭ズ vol.2」（2017年5月13日、晴海客船ターミナルホール）
- 「恋するおやすみコール」公式イベント「伊崎龍次郎のパジャマミーティング」（2017年9月3日、都内）
- 2.5次元俳優カラオケイベント「FREE TIME!!!」（2017年9月7日、TSUTAYA O-EAST）
- スマチャレ第6弾『伊崎龍次郎vs内海啓貴vs辻凌志朗 リアル対決イベント』（2018年2月18日、晴海客船ターミナルホール）
- 赤澤燈スクールカレンダー 2018-2019 発売記念イベント 2部ゲスト出演（2018年3月18日、スペースFS汐留）

### Web番組
- キャストサイズニュース（2016年4月20日、ニコニコ生放送）
- キャストサイズチャンネル 佐伯大地のダイチ呑み第9回（2018年2月21日、ニコニコ生放送）
- 伊崎龍次郎・小西成弥の『劇的！観劇部！』（仮）（2020年6月12日、ONSTAGE）[100]
- 刀剣乱舞 大演練 〜控えの間〜（2020年8月11日、DMM.com）[101]

### 音声ドラマ
- 恋するおやすみコール（2017年）神谷未紀人 役※3役[102]

## 作品

### DVD・Blu-ray
- ミュージカル「Dance with Devils」（2016年6月17日発売、エイベックス・ピクチャーズ、B01CGEE8SC） - ホランド 役
- 浪漫活劇譚「艶漢」（2016年9月7日発売、CLIE、B01DNFMOIO） - 瓜生夏月 役

### DVD（個人）
- 『RYUJIRO』メイキングDVD（2017年3月14日）

## 書籍

### 写真集
- 伊崎龍次郎1st写真集『RYUJIRO』（2017年3月14日）